# جون وتن
جون وتن (بالإنجليزية: John Wooten)‏ هو لاعب كرة قدم أمريكية أمريكي، ولد في 5 ديسمبر 1936 في مقاطعة هاريس في الولايات المتحدة.

## وصلات خارجية
- جون وتن على موقع مرجع كرة القدم المحترفة.كوم (الإنجليزية)